# Cacyreus tespis
Cacyreus tespis là một loài loài bướm thuộc họ Lycaenidae. Loài này có ở Nam Phi tới Ethiopia.
Sải cánh từ 15–25 mm đối với con đực và 17–25 mm đối với con cái. Cá thể trưởng thành mọc cánh quanh năm ở các vùng ấm hơn, nhưng thông thường từ tháng 8 tới tháng 5. Ở các nơi cao hơn, cá thể trưởng thành mọc cánh vào tháng 12 và tháng 1.
Ấu trùng ăn chồi và hạt non của các loài Geranium và Pelargonium.

## Phân loài
- Cacyreus tespis tespis (from West Cape along the coast to the East Cape and along the Drakensberg mountains to KwaZulu-Natal, Lesotho, the Orange Free State, Mpumalanga and the Limpopo Province)
- Cacyreus tespis ghimirra Talbot, 1935 (Ethiopia)